# Ars Rediviva
Ars Rediviva war ein tschechisches Kammermusikensemble, das in seinem Land einen entscheidenden Impuls zur Wiederentdeckung der Barockmusik gab und sich den Fragen der historischen Aufführungspraxis widmete.

## Geschichte
Das Ensemble wurde 1951 vom Flötisten und Musikwissenschaftler Milan Munclinger und seiner Frau, der Pianistin und Cembalistin Viktorie Švihlíková gegründet. In der Grundbesetzung spielten außerdem zwei Instrumentalsolisten der Tschechischen Philharmonie: Stanislav Duchoň (Oboe) und František Sláma (Cello). Später wirkten auch die Violinisten Václav Snítil und Antonín Novák sowie die Cembalisten Josef Hála und Giedrė Lukšaitė-Mrázková mit. In den Jahren 1951–1956 arbeitete Ars Rediviva mit Munclingers Lehrer, dem Dirigenten Václav Talich zusammen.
Dem Repertoire entsprechend wurde die Besetzung auch bis zum Kammerorchester erweitert, in dem vorwiegend die Solisten der Tschechischen Philharmonie mitwirkten: unter anderem die Flötisten Géza Novák, František Čech und Jiří Válek, die Oboisten Jiří Mihule und František Kimel, die Fagottisten Karel Bidlo und František Herman, die Hornisten Miroslav Štefek und Zdeněk Tylšar sowie der Kontrabassist František Pošta.
Ars Rediviva arbeitete auch mit dem philharmonischen Gesangschor zusammen sowie mit anderen tschechischen Ensembles (zum Beispiel dem Vlach-Quartett), Sängern wie unter anderem Karel Berman, Ladislav Mráz, Jana Jonášová, Virginia Walterová und Ludmila Vernerová sowie ausländischen Solisten, die sich der Barockmusik widmeten wie zum Beispiel András Adorján, Theo Altmeyer, Maurice André, Nedda Casei und Otto Peter. Eine lange Tradition hatte die Zusammenarbeit mit Jean-Pierre Rampal von 1954 bis 1984.

### Ars-Rediviva-Konzertzyklus
Von 1954 bis 1994 gab das Ensemble Abonnement-Konzerte, anfangs im Prager Waldsteinpalais, später im Dvořák-Saal des Rudolfinums. Der Reihe von je sechs Konzertabenden wurden dann auch Reprisen angeschlossen. Bis 1994 wurden hier einige hundert Kompositionen aufgeführt, wobei die Musik Johann Sebastian Bachs im Vordergrund stand. Ein fester Bestandteil der Abonnementreihe waren auch Neuaufführungen von Archivfunden. Die Konzerte wurden mit Munclingers Kommentar begleitet, der oft nicht nur die Musik selbst, sondern auch manches Aktuelle zum Thema hatte. Viele Erstaufführungen sowie die unkonventionelle Form der Konzerte haben dem Abonnement-Zyklus ein breites Publikum gewonnen. Einige Aufzeichnungen der Konzerte werden im Tschechischen Museum für Musik aufbewahrt.

## Aufnahmen
Ars Rediviva realisierte als erstes tschechoslowakisches Ensemble Aufnahmen zahlreicher Barockwerke (zum Beispiel Johann Sebastian Bach: Brandenburgische Konzerte, Die Kunst der Fuge, Musikalisches Opfer, Orchestersuiten, Kammermusik, Kantaten; Carl Philipp Emanuel Bach: Sinfonien, Konzerte, Kammermusik, Kantaten; Wilhelm Friedemann Bach: Sinfonien, kammermusikalische Werke; Johann Christian Bach: Sinfonien, Kammermusik, Georg Friedrich Händel: Feuerwerksmusik, Wassermusik, instrumentale Kammermusik, Kantaten, Neun Deutsche Arien; Georg Philipp Telemann: Orchestersuiten, Sinfonien, Konzerte, Tafelmusik, Nouveaux Quatuors, Essercizii Musici, Moralische Kantaten, Der harmonische Gottesdienst; Heinrich Schütz: Weihnachtsoratorium; François Couperin: Triosonaten, Le Parnasse ou l’apothéose de Corelli, Concert en forme d’apothéose à la mémoire de l’incomparable M. de Lully, Concerts royaux; Jean-Philippe Rameau: Pièces de clavecin en concert; Antonio Vivaldi: Stabat Mater, Triosonaten, Concerti, Kantaten; Arcangelo Corelli: kammermusikalische Werke; Alessandro Scarlatti: Kantaten, instrumentale Kammermusik; Franz Benda: Flötenkonzerte – u. a. die erste Tonaufnahme Jean-Pierre Rampals in der Tschechoslowakei, Sinfonien, Sonaten; Georg Anton Benda: Cembalokonzerte, Sinfonien, Sonaten, Ariadne auf Naxos, Bendas Klage; Franz Xaver Richter: Sinfonien, Quartette, Triosonaten, Konzerte; Jan Dismas Zelenka: Triosonaten – erste Aufnahme 1959, Orchesterwerke, Lamentationes Jeremiae Prophetae).
Seit 1954 arbeitete Ars Rediviva mit dem Label Supraphon zusammen, später auch mit Panton, Columbia Records, CBS, Ariola, DGG, Orfeo, Nippon, Sony Classical sowie mit Rundfunk, Fernsehen und Film. Die Aufnahmen wurden mehrmals ausgezeichnet (zweimal Grand Prix du Disque der Akademie Charles Cros, „Goldener Löwe“ des Supraphon-Verlags für die Platte des Jahres u. a.).
Komponisten wie Ilja Hurník, Peter Mieg, Jan Tausinger, Ivan Jirko, Otmar Mácha haben dem Ensemble ihre Werke zugeschrieben (zum Beispiel Ilja Hurníks Sonata da Camera, Concerto für Flöte und Kammerorchester sowie Peter Mieg Quintuor pour flûte, deux violons, violoncelle et clavecin).